# ヒフォミクロビウム属
ヒフォミクロビウム属(ハイフォミクロビウム属)はグラム陰性の非芽胞形成偏性好気性桿菌。細胞周期の一部で鞭毛を有する。ヒフォミクロビウム科に属し、その基準属である。基準種はヒフォミクロビウム・ブルガエ。GC含量は59から65。
海水、淡水及び土壌に広く見いだされる。脱窒を行う通性メタン酸化細菌でメタノールやホルマリン、ギ酸などの存在下でよく増殖するが、炭素数の多い化合物はうまく利用できない。特徴的な細胞分裂を行うことで知られ、出芽細菌と称される。細胞分裂を行う際、母細胞が菌糸を伸ばし、その先端に芽ができると母細胞からDNAが送られ、芽に隔壁出来てさらに鞭毛が作られ娘細胞が分離する。鞭毛は娘細胞の成長とともに失われる。この分裂形式は近縁のロドミクロビウム属やペドミクロビウム属でもみられる。